# Baulne-en-Brie
Baulne-en-Brie ist eine Ortschaft und eine ehemalige französische Gemeinde mit 294 Einwohnern (Stand 1. Januar 2022) im Département Aisne in der Region Hauts-de-France. Sie gehörte zum Arrondissement Château-Thierry und zum Kanton Essômes-sur-Marne. 
Baulne-en-Brie wurde mit Wirkung vom 1. Januar 2016 mit den früheren Gemeinden Saint-Agnan und La Chapelle-Monthodon zu einer Commune nouvelle mit der Bezeichnung Vallées en Champagne zusammengelegt und hat in der neuen Gemeinde den Status einer Commune déléguée inne. Der Verwaltungssitz befindet sich im Ort Baulne-en-Brie.
Nachbarorte sind Condé-en-Brie und Celles-lès-Condé im Nordwesten, La Chapelle-Monthodon im Norden, Le Breuil im Osten, Verdon im Südosten, Pargny-la-Dhuys im Südwesten sowie Montigny-lès-Condé im Westen.

## Bevölkerungsentwicklung
| Jahr      | 1962 | 1968 | 1975 | 1982 | 1990 | 1999 | 2008 | 2015 |
| --------- | ---- | ---- | ---- | ---- | ---- | ---- | ---- | ---- |
| Einwohner | 256  | 220  | 194  | 243  | 219  | 238  | 296  | 260  |

## Sehenswürdigkeiten
- Kirche Saint-Barthélemy, seit 1920 als Monument historique ausgewiesen

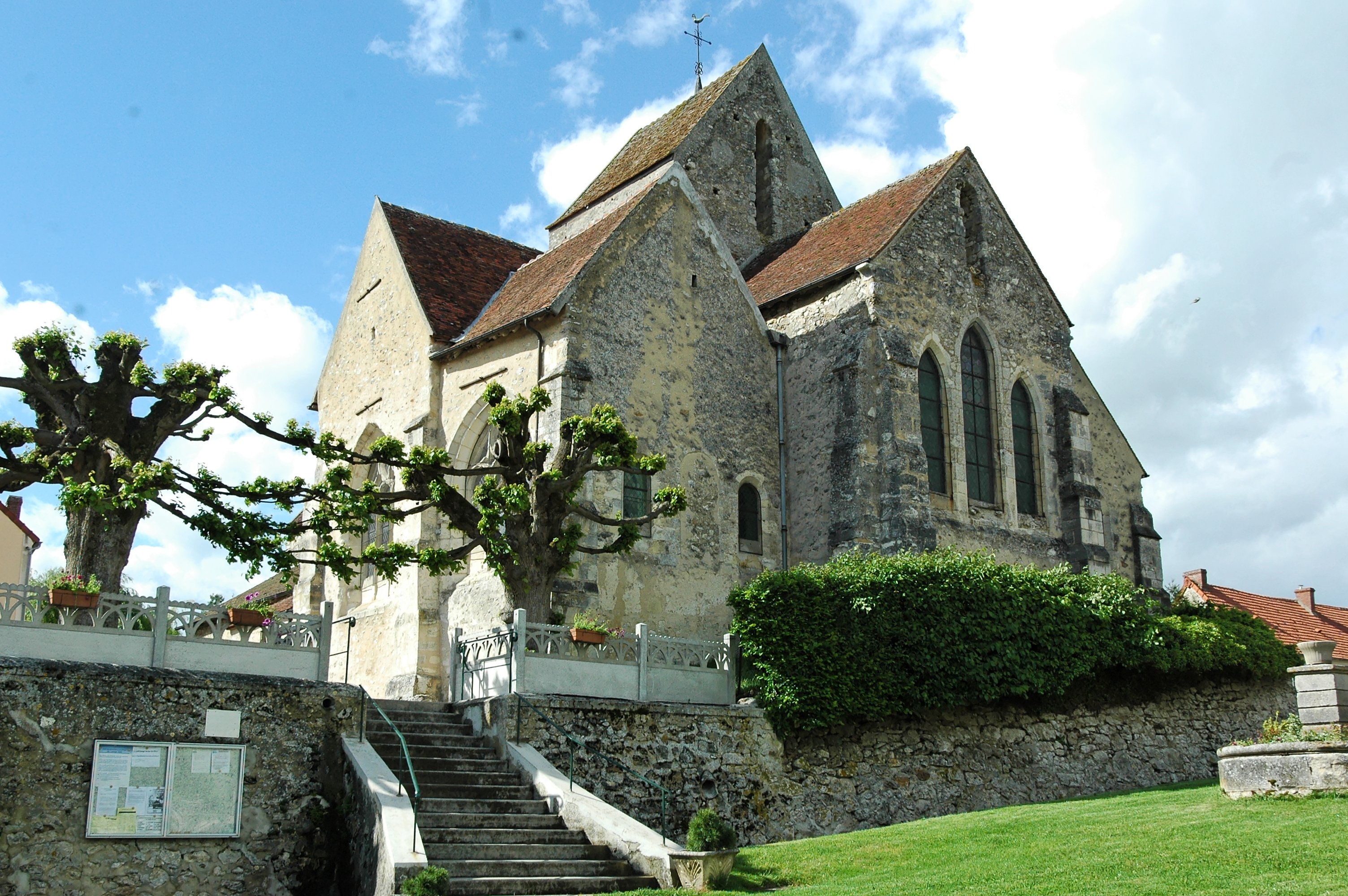
Kirche Saint-Barthélemy